# ポルシェ・959
ポルシェ・959（Porsche 959 ）は、ドイツの自動車メーカーポルシェが製造・販売していたスーパーカーである。当時のポルシェが持つ技術を結集した1台であった。

## 概要
ポルシェは1970年代後半から4WDシステムの開発を進めており、1981年にスタディモデル4WDカブリオレを製作、1983年のフランクフルトモーターショーにてグルッペBが発表された。このモデルは生産車にフィードバックすべき技術のトライアルモデルとして、1986年から959として限定生産された。当時のグループBのホモロゲーションを取得するため200台の生産予定でスタートしたプロジェクトは、予想をはるかに上回るオーダーに少しでも応えるために増産されることになり、最終的には283台が生産された。
公称値である最高速度300 km/h以上を何ら問題なく達成し、その一方で930型911をベースとしていることから後席を有するなど、高い走行性能と実用性を兼ね備えたモデルであった。
左ハンドル車のみの生産であり、右ハンドル車は生産されなかった。

### パワートレイン

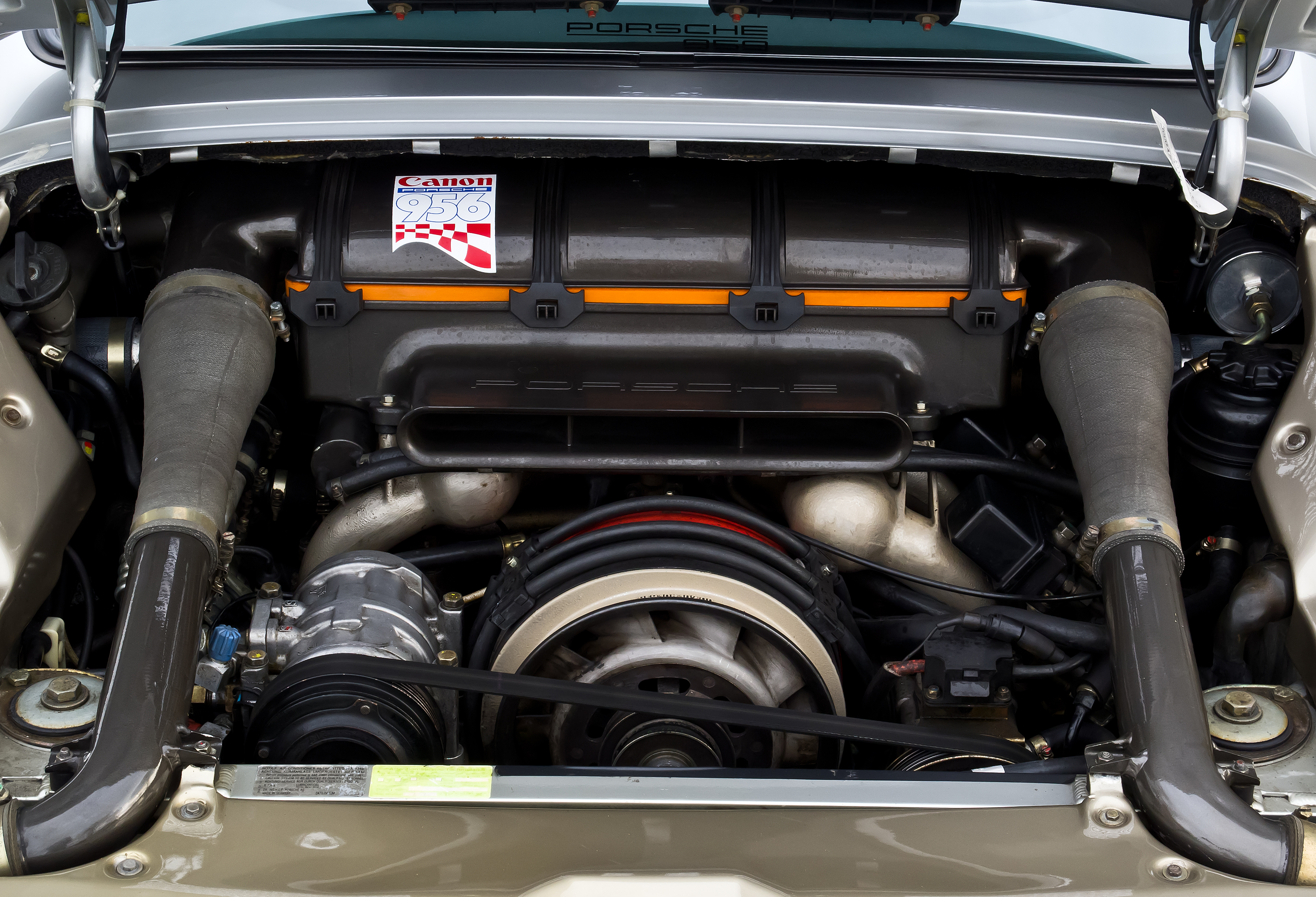
エンジン

グループC車両である962Cに搭載していた、シリンダーヘッドのみ水冷の半空冷式水平対向6気筒935/82型エンジンをベースに、公道での使用に耐えられる改良を加えたものが搭載される。ボアφ95mm×ストローク67mmで排気量2,848ccという中途半端な値は、将来的に参加するレースのレギュレーションを睨んでのことであった。1気筒あたり4バルブDOHC、圧縮比8.0、最高出力450PS/6,500rpm、トルク51.0kgm/5,500rpm。
2基のKKK製ターボチャージャーを低 - 中回転では1基のみ、高回転では2基により過給を行うシーケンシャルツインターボを採用し、低中回転域の実用的なトルク、レスポンスと高回転域のハイパワーを両立している。
トランスミッションはウルトラローを含む6速MTを搭載する。

### シャシ
外見は911に類似しているが共用するボディパネルはなく、一体化されたリアフェンダー、下面全面のカバーリング、NACAダクトの採用などにより、Cd値0.31と空気抵抗の低減が図られている。ボディシェルはケブラーやガラス繊維により強化されたエポキシ樹脂素材をオートクレーブ加工したハイブリッド構造。フロントフードとドアパネルには熱硬化性アルミニウム合金、バンパーは復元性に優れたガラス繊維強化ポリウレタンを使用するなど、部位ごとに材質を使い分けている。
959最大の特徴である四輪駆動システムは可変トルクスプリット式と呼ばれ、加減速・コーナリングなどの車体状況に応じて前後の駆動力配分をコンピュータで自動制御する。ステアリングコラムに設けられたレバースイッチを操作することで、天候や路面状況によって最適なモードを選択することができる。なお、1989年に登場したBNR32型日産・スカイラインGT-Rの四輪駆動システム（ATTESA E-TS）とツインターボエンジン（RB26DETT）は、959を手本にして開発されたものといわれている。
サスペンションは乗り心地優先と走行性能優先から選択できる。地上高は120mm、150mm、180mmから選択でき、地上高を高くしたまま高速走行した場合、自動で低く変更される。この装備は軽量スポーツバージョンの場合、装備されない。
ポルシェがボッシュと共同開発した空気圧低下警告システムを備える。ボッシュマグネシウムホイールはスポークが中空になっており、2つの圧力スイッチが内蔵されている。このスイッチは走行中に高周波発生器を介して電気信号を制御装置に送り、空気圧が低い場合、どの車輪の空気圧が低下しているか警告灯で運転者に知らせるものである。タイヤサイズはフロント235/40VR17、リア255/40VR17。

## モータースポーツ

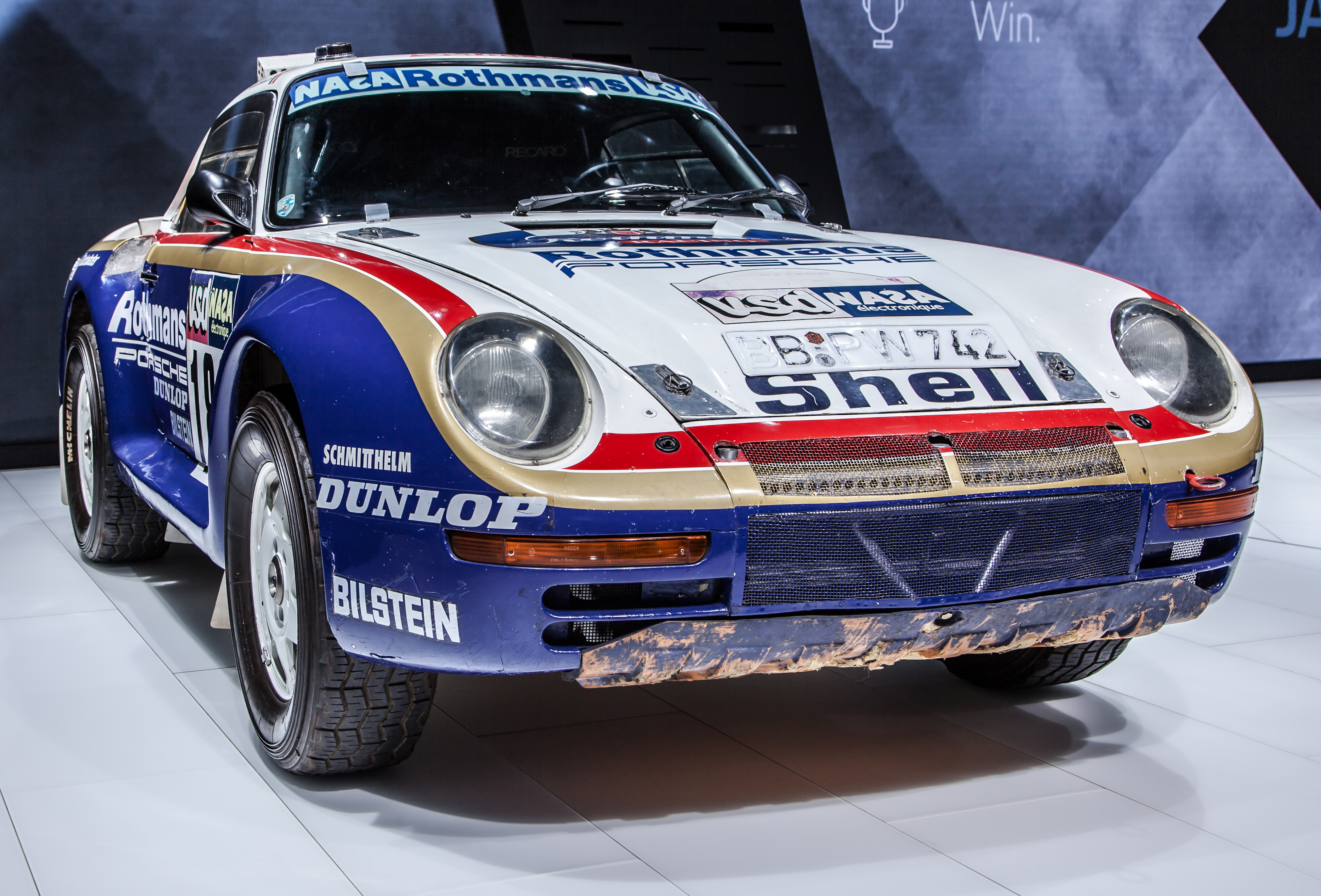
ダカール・ラリー仕様の959

959のプロトタイプは1983年に発表されたグループB車両のグルッペBである。車名の通り、世界ラリー選手権（WRC）と世界耐久選手権（WEC）への参加が目的であった。グループBの消滅でWRCへは参戦できなかったが、パリ・ダカールラリー（現：ダカール・ラリー）で好成績を収めることになる。
ポルシェ初のパリ・ダカールラリーへの挑戦は1984年、実験車両「953」によるものである。これは930型911のボディに開発段階の四輪駆動システムを組み合わせ、その有用性を検証することが目的であった。市販車の911から自然吸気（NA）の3.2 L SOHC空冷エンジンを流用し、モノコックボディのトンネルに944から流用したプロペラシャフトを組み込んで四輪を駆動する。3台投入されたうち、レネ・メッジ/ドミニク・ルモイヌ組が総合優勝、ジャッキー・イクス/クロード・ブラッスール組が6位、ロランド・クスモウル/エーリッヒ・レルナー組が28位と、初戦にして好成績を残すに至った。
1985年のパリ・ダカールラリーには959として出走したが、前年の953を発展させたシャシに959ルックのボディ、エンジンは前年型を引き継いでおり、四輪駆動システムもまだ開発段階であった。同年のフランクフルトモーターショーには完成形の959が出展されており、ポルシェとしては同年中に市販する目論見であったと思われるが、出走した3台全車がトラブルに見舞われリタイアに終わったため、その計画は見送られることとなった。
1986年のパリ・ダカールラリーには959ベースのレイド車両が実戦投入され、レネ・メッジ/ドミニク・ルモイヌ組が総合優勝、ジャッキー・イクス/クロード・ブラッスール組が2位というワンツーフィニッシュを飾り、さらにはサポートカーという役割で出走していたロランド・クスモウル/エーリッヒ・レルナー組も6位に入賞を達成。名声を決定的なものにし、これをきっかけにして959は市販に踏み切られた。

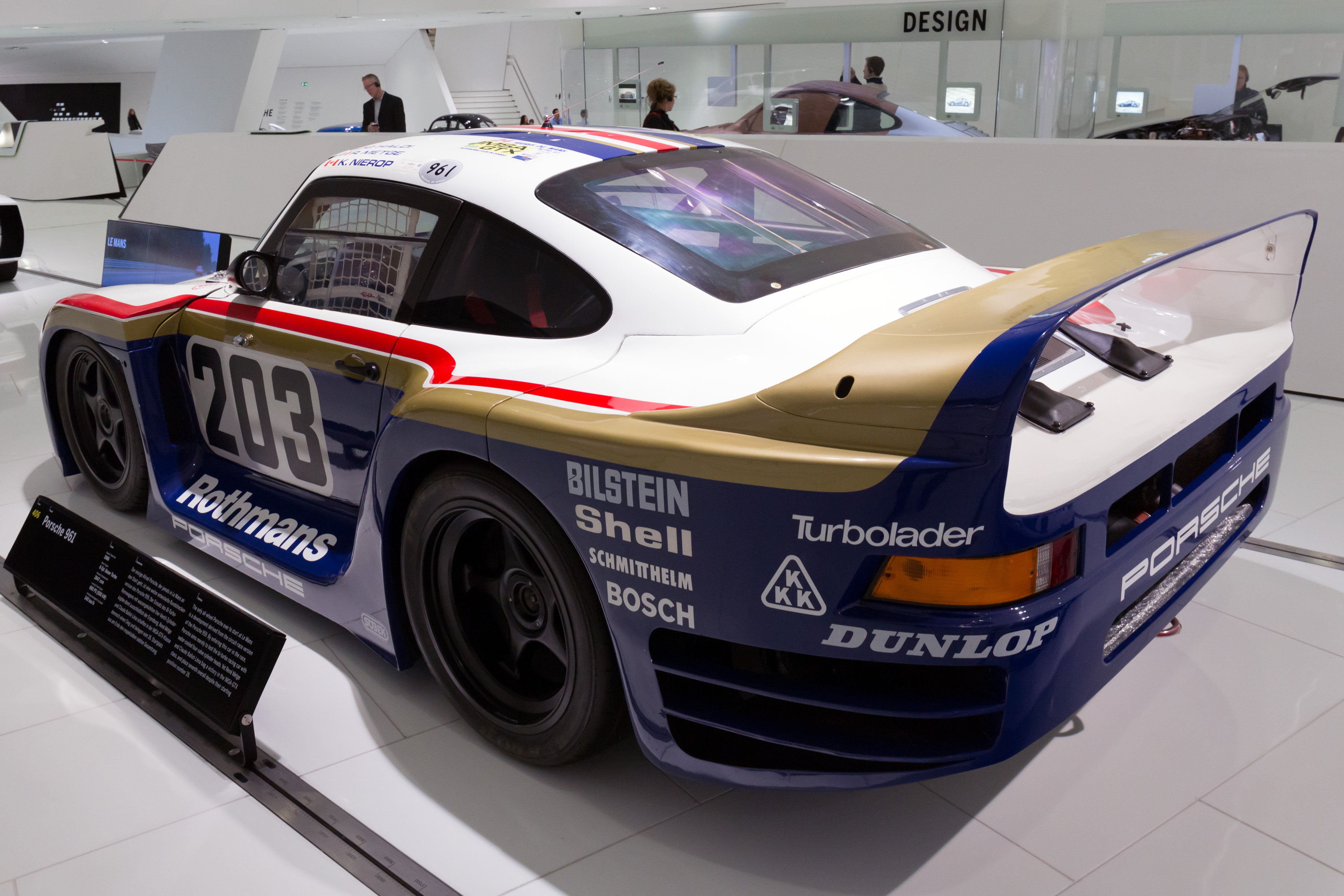
ル・マン仕様の961

1986年のル・マン24時間レースには959のシャシを流用した961でIMSA-GTXクラスに出走した。外観上は959をワイドボディ化した程度にしか見えないが、エンジンは935のものを搭載し、巨大なインタークーラーと効率重視のターボチャージャーを配置していた。天候変化の激しいことで有名なル・マンにおいて、フルタイム4WDシステムの利を最大限に生かし、総合成績でグループCカーに割って入り7位で完走を果たした。なお、クラス内では優勝となっているが、同クラスの出走は本車のみであった。
1987年のル・マン24時間レースにはロスマンズカラーを纏ってIMSA-GTXクラスから出走したが、エンジントラブルにより炎上してリタイアし、これが961の最後のレースとなった。961はその後レストアされ、ポルシェミュージアムで展示されている。